# Medium Mark C
Medium Mark C je bil tank britanske vojske.

## Zgodovina
Leta 1917 je William Tritton naredil tank Medium Mark A Whippet, ki je požel velik uspeh. To pa ni bilo všeč Walterju Gordonu Wilsonu, s katerim je sodeloval pri projektu Mark I, za nadaljnje sodelovanje v projektu tanka Medium Mark A Whippet je raje izstopil. Gordon Wilson je trdil, da bi sam naredil boljši tank. Zato je leta 1918 naredil tank Medium Mark B, brez vednosti svojega sodelavca Williama Trittona. Ko se je ta zavedal njegovih namenov je naročil svojemu oblikovalcu Williamu Rigbyju, da naredi konkurenčni model. 19. aprila 1918 je vojska odobrila skice. Avgusta je bil narejen prvi prototip tanka. Naročenih jih je bilo 200, vendar s koncem vojne se je število ustavilo pri 36.